# NGC 743
NGC 743 је расејано звездано јато у сазвежђу Касиопеја које се налази на NGC листи објеката дубоког неба.
Деклинација објекта је + 60° 10' 0" а ректасцензија 1h 58m 37,0s. Привидна величина (магнитуда) објекта NGC 743 износи 14,3. NGC 743 је још познат и под ознакама OCL 343.